# Édifice Sun Life
L'édifice Sun Life est un imposant bâtiment du centre-ville de Montréal. Il est situé au 1155 rue Metcalfe, en face du square Dorchester. Cet édifice fut érigé entre 1913 et 1933 (en trois étapes) pour la compagnie d’assurances Sun Life, l’une des plus importantes compagnies d'assurance du Québec et du Canada.

## Histoire
L'édifice Sun Life, dont la construction débute en mars 1913, est l'un des plus prestigieux de Montréal. Il se distingue par ses imposantes colonnes de pierre. Il est l'œuvre des architectes Darling, Pearson et Cleveland. L'inauguration se fait en 1918.
Entre 1923 et 1933, d'importants travaux d'agrandissement permettent d'ajouter une tour portant le nombre d'étages à 26. Le bâtiment deviendra ainsi le plus élevé de Montréal (122 mètres) et revendiquera même le titre du « plus grand édifice de l'Empire britannique » : par sa superficie, il fut le plus grand édifice de tout l'Empire.

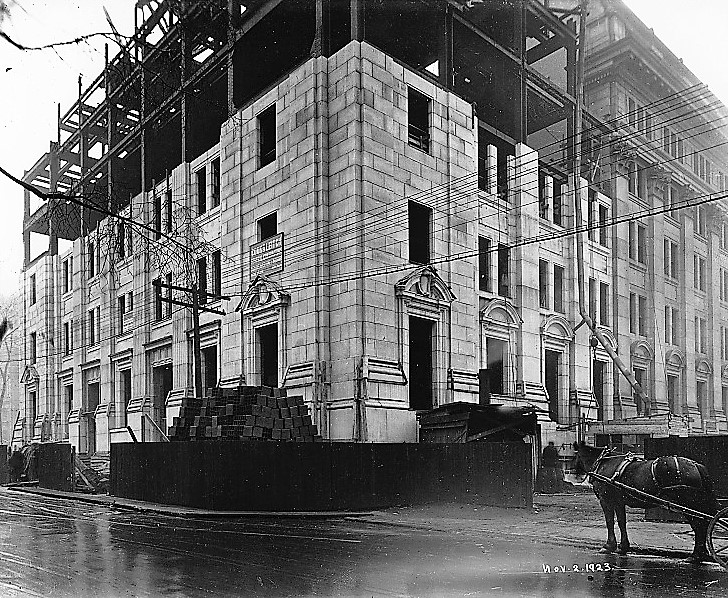
Sa construction en 1923
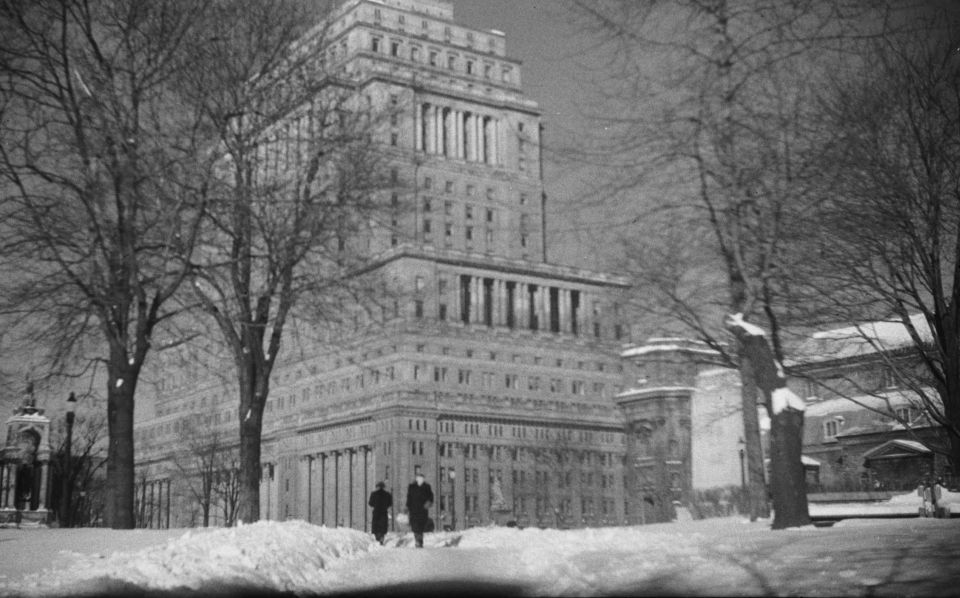
Édifice Sun Life en 1948
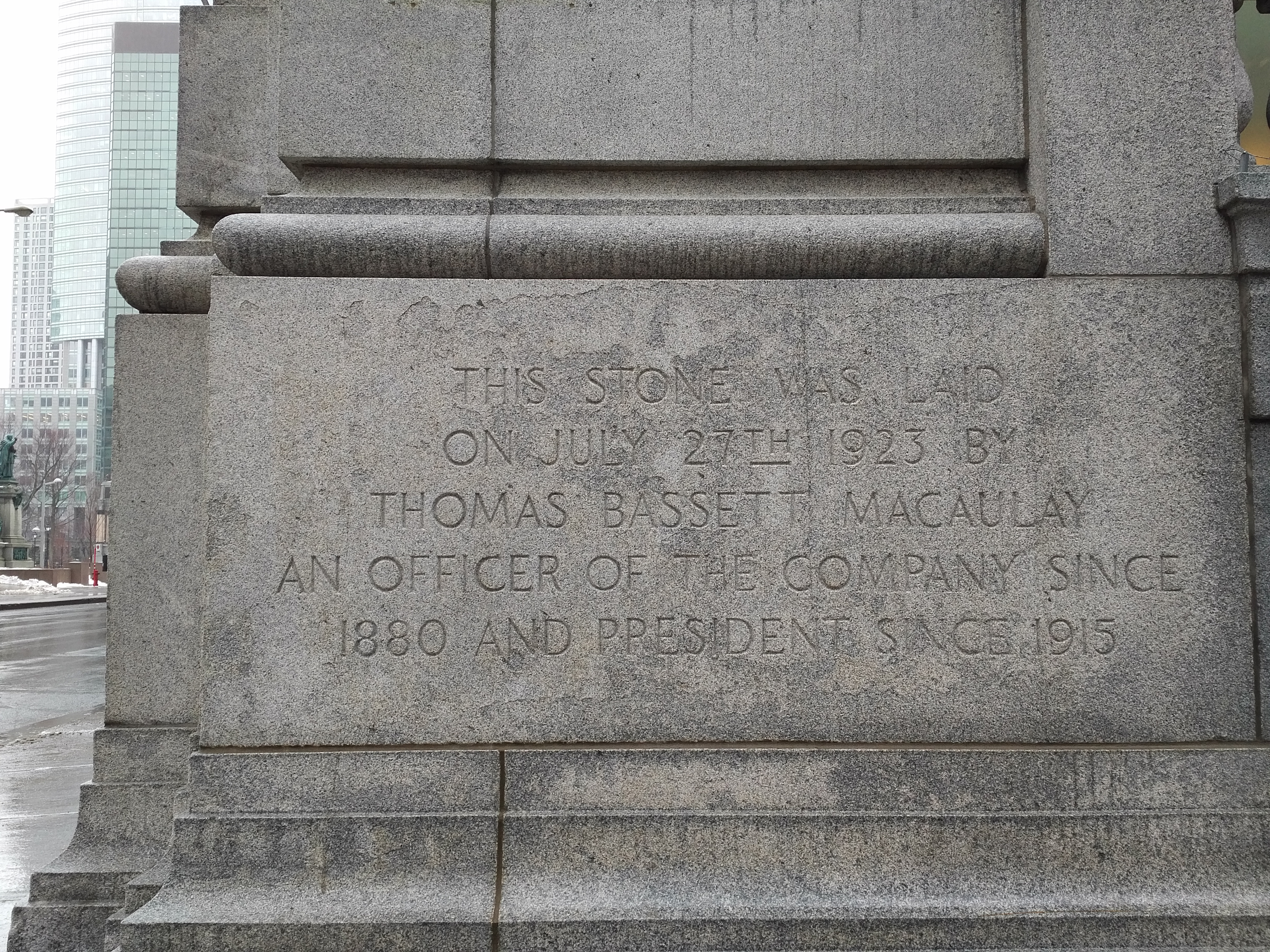
Pierre commémorative

Le siège social de la Sun Life déménagea à Toronto en 1978, en raison des contraintes de l'adoption de la loi 101 selon le président de l'époque. Quelques années plus tard, la compagnie Sun Life transforme son siège social en immeuble locatif, ce qui a nécessité un réaménagement complet et une remise aux normes du bâtiment d'une superficie de plus de 116 000 m2. Les travaux se sont poursuivis sur une période de près de 10 ans pour un coût de 135 000 000 $.
Éclipsé par d'autres gratte-ciel construits à proximité, tel celui de Place Ville-Marie, l'édifice de la Sun Life demeure malgré tout l'un des plus célèbres de Montréal.

## Description
L’édifice est entièrement revêtu de granit Gris de Stanstead, provenant de la carrière de Beebe. Il a nécessité 500 000 pieds cubes de granit, il est composé de 60 200 blocs de granit, de 2 à 17 tonnes chacun, pour une masse totale de 43 000 tonnes.
L’édifice est décoré de 114 colonnes en tambours de granit de Stanstead, dont le poids de l’ensemble est de 5 443 tonnes, et qui, mises bout à bout, totaliseraient 4 700 pieds linéaires. À l’intérieur on a fait un grand usage de marbres, incluant le Noir de Belgique, le Tavernelle Rose d’Italie, le rose saumon du Tennessee et bien d’autres.

### Situation

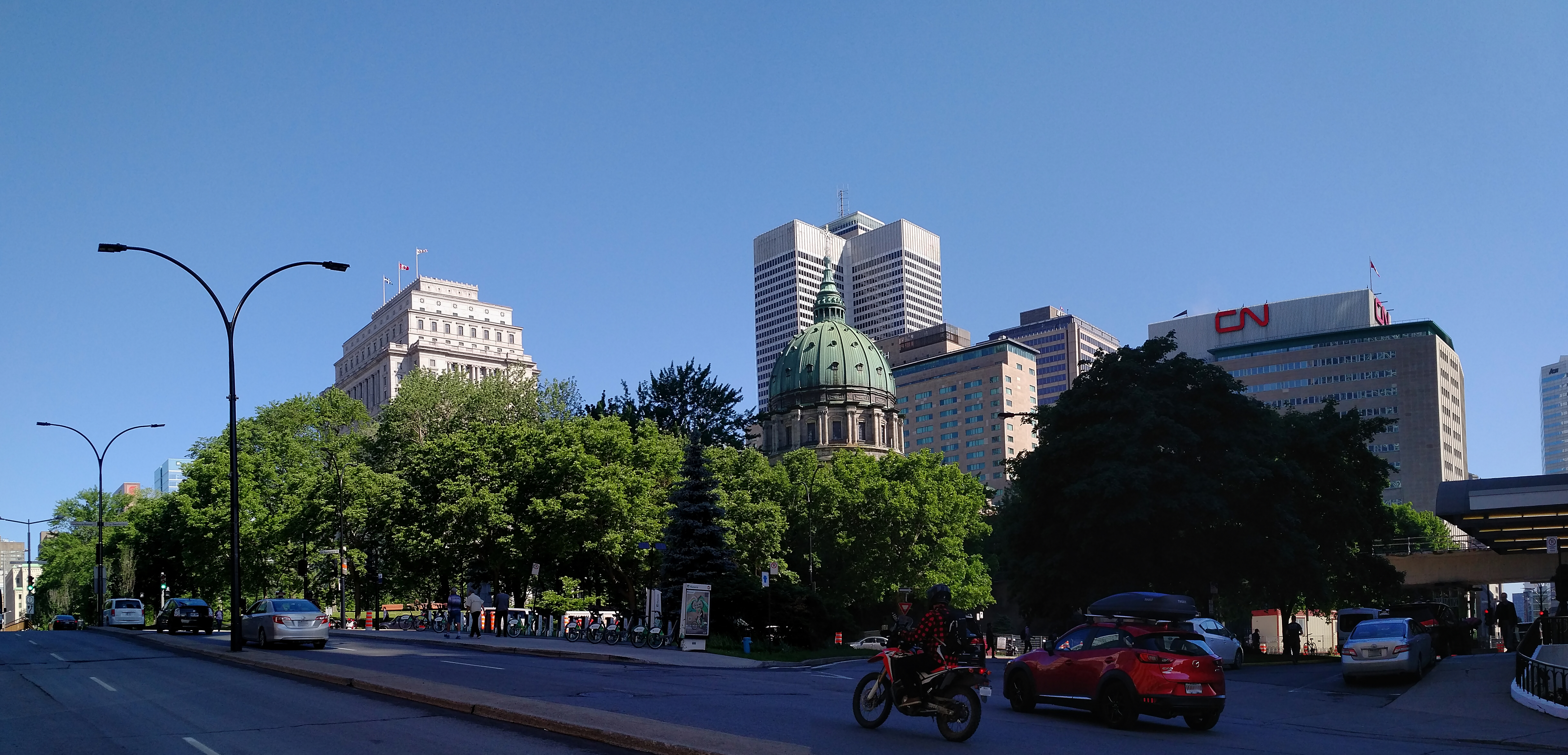
Vue à partir de la rue Peel : édifice Sun Life, cathédrale Marie-Reine-du-Monde, Place Ville-Marie et le siège social du Canadien National.

## La compagnie (Sun Life)
Fondée en 1871, la Sun Life fut d'abord située rue Saint-Jacques. Cependant, ses bureaux furent rapidement trop petits. Au cours des années, on fit donc l'acquisition de différents lots près des rues Notre-Dame, Saint-Pierre et Saint-Alexis. La Sun Life prit possession de son premier véritable siège social le 1er mai 1891, à l'angle des rues Notre-Dame et Saint-Alexis. L'édifice de cinq étages coûta 175 000 $. C'était le premier bâtiment à structure métallique et à l'épreuve du feu. Il était pourvu d'un ascenseur électrique et de 18 chambres fortes en brique et en fer.
En 1899, la Sun Life acquit l'édifice Trafalgar Chambers sur le versant sud de la rue de l'Hôpital et construisit une passerelle pour le relier à l'édifice principal. Tous ces édifices existent encore, par contre la passerelle a été démolie. On désigne maintenant ce complexe par Vieux Sun Life.
Même si elle déménagea dans son gratte-ciel de la rue Metcalfe en 1918, la Sun Life resta propriétaire de son vieil édifice jusqu'en 1946.

## Source
- Guy Pinard, Montréal, son histoire, son architecture, Éditions La Presse, 1987.
- Site web Imtl.org
- Site web GrandQuébec